# Бетлінгк Оттон Миколайович
Бетлінгк Оттон Миколайович (рос. Бётлингк, Оттон (Отто) Николаевич) (*11 червня 1815 — †1 квітня 1904) — російський індолог і тюрколог. Академік Петербурзької АН. 
Разом з Р. Ротом уклав семитомний «Санскритський словник» (1855—1875). Інші праці: «Про наголос у санскриті» (1843), «Нотатки про російську граматику» (1851). Видавець першої староіндійської граматики Паніні (IV століття до н. е.) та автор граматики якутської мови (1851), де вперше визначив основні риси структури тюркських мов, як-от сингармонізм тощо.